# Summaria Alexandrinorum

Les Summaria Alexandrinorum (en arabe Jawāmi' al-Iskandarāniyyīn), c'est-à-dire en français les « Sommaires des Alexandrins », sont une sélection d'ouvrages résumés de Galien et d'Hippocrate constituée dans l'Antiquité tardive (VIe siècle) pour servir de support à l'enseignement dans les écoles de médecine d'Alexandrie. Ils furent traduits rapidement en syriaque, puis en arabe au IXe siècle (par Hunayn ibn Ishaq et son école), et correspondirent pendant plusieurs siècles à l'organisation des études médicales.
En plus d'Hunayn ibn Ishaq, l'origine en est donnée par al-Ruhawi, autre médecin arabe du IXe siècle : « Quand les savants médecins d'Alexandrie, au cours des assemblées et réunions d'étudiants en médecine, virent que le zèle de beaucoup des jeunes gens de leur temps n'allait pas jusqu'à les inciter à étudier tous ces livres — notamment ceux de Galien — et qu'ils voulurent faciliter l'étude de la médecine aux étudiants, ils organisèrent les livres de Galien en seize livres, les abrégèrent en s'efforçant de les résumer et d'en faire des sommaires, et les utilisèrent pour leur enseignement dans la skholê, le lieu où ils enseignaient. Ainsi celui qui prétend connaître la nature du corps humain et quels traitements lui appliquer dans la santé et la maladie, doit être informé du contenu de ces livres. Il doit connaître la façon dont ils sont organisés, et doit les lire avec l'aide d'un savant professeur (Al-Ruhawi donne ensuite la liste des seize livres) ».
Les noms des médecins ayant établi le corpus sont donnés par les sources arabes. Le principal est « Anqilaus d'Alexandrie », dont parle par exemple Ibn al-Qifti : « Anqilaus d'Alexandrie, un médecin distingué et un philosophe, Égyptien d'origine et vivant à Alexandrie, est un des Alexandrins qui se sont occupés de la synthèse des œuvres de Galien, du résumé de ses livres et de leur reformulation sous forme de questions/réponses. La forme achevée de la compilation illustre sa maîtrise en matière de synthèse des textes et sa souveraine connaissance de l'art médical. Cet Anqilaus était un maître en la matière ». L'« Anqilaus » (ou parfois « Aqilaus ») des auteurs arabes doit très probablement être identifié à « Asclépios le commentateur d'Hippocrate » ou « le professeur de médecine » cité notamment par Étienne d'Alexandrie dans son commentaire aux Aphorismes d'Hippocrate, et que son homonyme Asclépios de Tralles (auteur d'un commentaire à la Métaphysique d'Aristote) dit avoir été son condisciple aux cours d'Ammonios fils d'Hermias (mort en 517). Les autres participants à l'ouvrage cités par les sources arabes sont Gésios de Pétra (fin du Ve -début du VIe siècle), Théodosios, Palladios et Jean d'Alexandrie.
Ali ibn Ridwan (médecin égyptien du XIe siècle) décrit le programme entier des études médicales dans son Livre utile pour une bonne formation médicale. Le cursus commençait à seize ans et durait cinq ou six ans. Il y avait d'abord un cours préparatoire (propédeutique), avec comme matières obligatoires l'arithmétique, la Géométrie d'Euclide, les Tables astronomiques et la Tetrabiblos de Ptolémée, les livres de Galien sur les drogues et un cours de morale, et comme matières facultatives la grammaire et la rhétorique. Puis, dans une deuxième étape, on passait à l'étude des traités formant l'Organon d'Aristote. Ensuite, quatre livres d'Hippocrate étaient au programme : les Aphorismes, le Pronostic, le Régime dans les maladies aiguës, Airs, eaux et régions.
Les seize ouvrages de Galien constituant le corpus étaient ensuite assimilés en sept étapes : 1. Les sectes, Le petit art médical, Le pouls pour les débutants, la Thérapeutique à Glaucon (ce premier degré suffisant pour ceux qui voulaient devenir aides-soignants ou s'orienter vers la chirurgie) ; 2. Les éléments selon Hippocrate, Le tempérament, Les facultés naturelles et L'anatomie mineure ; 3. Les causes et les symptômes ; 4. Le diagnostic des maladies des organes internes, Le pouls ; 5. Les types de fièvres, Les crises, Les jours critiques ; 6. La méthode thérapeutique ; 7. Comment garder la santé (cours d'hygiène, alors que les étapes 3 à 6 sont consacrées aux maladies). Il était ensuite conseillé à l'étudiant, pour parfaire sa formation, de lire une vingtaine de livres supplémentaires, dont Le meilleur médecin est également philosophe, de Galien.
Les copies (arabes) des Summaria qui sont parvenues jusqu'à nous comprennent en fait en général d'autres traités de (ou attribués à) Galien.